# Луковка (озеро в бассейне реки Яни)
Лу́ковка (Луково, Луковское) — озеро в Лядской волости Плюсского района Псковской области России.
Площадь — 0,09 км² (9,00 га). Максимальная глубина — 3,20 м, средняя глубина — 1,70 м.
На берегу озера населённых пунктов нет. В северной части из озера берёт начало ручей, имеющий неофициальное название Луковка, по которому осуществляется сток в реку Яню. Тип озера был определён, как плотвично-окуневый, где водятся рыбы: щука, плотва, окунь, линь, карась, вьюн.
Для озера характерно: как отлогие и низкие, так и высокие (в меньшей мере) берега, частично заболоченные, на них лес, луг, болото. В центре озера — ил, в прибрежье — песок с камнями и глиной, заиленный песок, ил, коряги, сплавины. К озеру есть подъезд по грунтовой дороге.

## Исторические сведения
Первые письменные упоминания об этом озере относятся ко временам Генерального Межевания (1786 год), когда на него претендовали помещик сельца Хтины и помещики владельцы дер. Завод.

«Идучи линею, и перешед речку Луковку, направе и налеве лес вышеписанных дач и владелцов, длина линии 30 = сажень. В сем месте показали поверенные госпожи надворной саветницы Анны Антонавны {Ладыженской} Алексей Филипов, артиллерии капитана Федора Иванова сына Гудимова крестьянин Степан Никифоров, что в сем месте состоит владение общее деревни Завода, и с пустошью, как налеве, так и направе беспорное, как до 765 года, так и до нынешнаго генералнаго размежевания. А что ж поверенной господина маэора Березина служитель ево Иван Аверкиев ведет отвод свой несправедливо, и захватывает землю и сенной покос от деревни Завода, и с пустошью, общаго владения господ наших, и называет, что оная земля и сенной покос принадлежит господина ево Березина к селу Хтинам, то оное ево показаниа несправедливо. В сем имеема ссылку бывших на межи понятых и старонних людей, а естли понятые за дальностию показывать не могут, то имеем ссылку на близживущих околних людей. Также от онаго господина Березина спору и челобитья никогда не бывало.

К сему показанию поверенной служитель Алексей Филипов за себя и вместо повереннаго крестьянина Степана Никифорова по ево прошению руку приложил.

От стороны секунд майора Сергея Антоновича Березина поверенной служитель ево Иван Сакалов напротив вышеписанного показания объявил, что с правой стороны владение господина моего, как до 765 года, так и ныне. По владению и веду, не захватывая чужего. А что ж деревни Заводу повереные господ владельцов утверждаят своих, и то неправильно. Да писцовая книга доказывает, в которой тое понаписано: деревня Завод на озере на Хтине, а не на озере Лукове, которое озеро точно по дачам и по отказу господину моему внутри оной дачи к деревни Фетковшины написано. По чему и доныне владеет, и ползуется рыбною ловлею, {и землею} без всякаго сп[ору]. А деревни Заводу непочему не принадлежит.

К сему показанию я, поверенной Сакалов, руку приложил.

А при том бывшия на меже понятыя люди спрашиваны были мною об оной спорной земле, которые все единогласно отр[еклись] незнанием истин. Один его светлости князя Потемкина села Заянья Акул Иванов показал, что земля с правой стороны в сем месте до озера Лукова состоит по деревни Заводу господина Ладыженской и Гудимовой, а во озере есть ли часть оных господ, того не знаю. И ти оные поверенныя подозрения не имеют, кроме одново.

К сему показанию выставки села Хтин дьячек Терентий Трофимов вместо понятых людей по их прошению руку приложил.

Я, вышеписанной поверенной Сакалов, показал, что хотя пока[з]ывал села Заянья понятой крестьянин Акул Иванов, что будто с правой стороны и озеро Луково земля господ Ладыженской и Гудимова, и то несправедливо. Первое, как господин мой имеет с тем селом при обмежевании споры, да к тому ж сам тои деревни, Заводу, и родственник крестьянам.

К сему показанию я, Сакалов, руку приложил.»
— [РГАДА, Ф. 1328, Оп. 1, № 2634, лл. 15 об. — 16 об.]